# Кочоглар
Кочоглар (на гръцки: Κωνσταντινιά, Константиния, до 1926 година Κωτσογλάρ, Коцоглар) е бивше село в Гърция, разположено на територията на дем Места (Нестос), административна област Източна Македония и Тракия.

## География
Кочоглар е било разположено на 500 m надморска височина в Урвил североизточно от Кавала. Селото има три махали – Горна – северна, Средна и Долна – южна, на гръцки съответно Ано, Меси и Като Константиния.

## История

### В Османската империя
В XIX век Кочоглар е турско село в Саръшабанската каза на Османската империя. На австро-унгарската военна карта е отбелязано като Коч Огулари (Koč Ogullari). Съгласно статистиката на Васил Кънчов („Македония. Етнография и статистика“) към 1900 година Качъ Уларъ (Кочъ Олари) е турско селище и в него живеят 90 турци.

### В Гърция
В 1913 година селото попада в Гърция след Междусъюзническата война. През 20-те години турското му население се изселва по споразумението за обмен на население между Гърция и Турция след Лозанския мир и на негово място са заселени 19 семейства гърци бежанци или 75 души. В 1926 година името му е сменено на Константиния.
Българска статистика от 1941 година показва 80 жители.
Селото се разпада през 60-те години.
| Година    | 1913 | 1920 | 1928 | 1940 | 1951 | 1961 | 1971 | 1981 | 1991 | 2001 | 2011 | 2021 |
| --------- | ---- | ---- | ---- | ---- | ---- | ---- | ---- | ---- | ---- | ---- | ---- | ---- |
| Население | 383  | 288  | 68   | 130  | 72   | 50   | 5    |      |      |      |      |      |